# Теймур, Мухаммед
Мухаммед Теймур (1892, Каир — 24 февраля 1921, там же) — египетский новеллист и драматург. Брат Махмуда Теймура.

## Творчество
Родился в семье филолога Ахмеда Теймура.
Изучал юриспруденцию в Париже.
Один из создателей реалистического театра в Египте.
Организовал в Каире «Общество друзей театра». Выступал на сцене.
Автор нескольких бытовых комедий и драму на разговорном языке, ряд статей, посвященных истории арабского театра и отдельным актерам и режиссёрам. Рассказы в сборнике «Что видят глаза» (1918) — первые образцы египетской реалистической новеллы, в которых заметно влияние Г. де Мопассана. 

### Сочинения
- Муалляфат. — В 3-х тт. Каир, 1922 (в рус. пер. — [Рассказы]. — В сб.: Современная арабская проза. — М. — Л., 1961).
- Свисток. — В сб.: Современная арабская новелла. — М., 1963.